# Irina Vaag
Irina Dmitrievna Vaag –en ruso, Ирина Дмитриевна Вааг– (nacida Salomykova, 28 de noviembre de 1961-12 de abril de 2015) fue una deportista soviética que compitió en piragüismo en la modalidad de aguas tranquilas. Ganó cinco medallas en el Campeonato Mundial de Piragüismo entre los años 1985 y 1990.

## Palmarés internacional
| Campeonato Mundial | Campeonato Mundial | Campeonato Mundial | Campeonato Mundial |
| Año                | Lugar              | Medalla            | Evento             |
| ------------------ | ------------------ | ------------------ | ------------------ |
| 1985               | Malinas (Bélgica)  | Medalla de plata   | K4 500 m           |
| 1987               | Duisburgo (RFA)    | Medalla de bronce  | K4 500 m           |
| 1989               | Plovdiv (Bulgaria) | Medalla de bronce  | K2 500 m           |
| 1989               | Plovdiv (Bulgaria) | Medalla de bronce  | K4 500 m           |
| 1990               | Poznań (Polonia)   | Medalla de bronce  | K1 5000 m          |